# 特納博 (內華達州)
特納博（英語：Tenabo）是位於美國內華達州蘭德縣的鬼鎮。

## 歷史
特納博的郵局於1906年設立，其後於1912年停運。

## 地理
特納博所處的海拔為高於海平面1577米（即5174英呎），而該地所採用的時區為UTC-8，即太平洋时区（PST）。同時該地設有夏令時間，為UTC-8調快一小時，即UTC-7（PDT）。